# Tilli Heuser

Tilli Heuser

Tilli Heuser, eigentlich Mathilde Gronwaldt (* 11. November 1880 in Breslau; † 15. August 1901 in Stuttgart) war eine deutsche Kinderdarstellerin und Theaterschauspielerin.

## Leben
Heuser, deren Eltern ebenfalls schauspielerisch tätig waren, wurde schon mit drei Jahren in Kinderrollen verwendet. 1895 wurde sie mit kaum 15 Jahren für das naive Fach ans Dresdner Residenztheater verpflichtet. Sie kam 1896 nach Barmen, 1897 nach Bremen, 1898 ans Hoftheater nach Karlsruhe und trat 1899 als Nachfolgerin von Gertrud Eysoldt in den Verband des Hoftheaters in Stuttgart. Sie wurde für die Münchner Hofbühne ab 1902 verpflichtet, starb aber völlig unerwartet am 15. August 1901 in Stuttgart.